# Poljice (Konavle)
Poljice falu Horvátországban, Dubrovnik-Neretva megyében. Közigazgatásilag Konavle községhez tartozik.

## Fekvése
A Dubrovnik városától légvonalban 29, közúton 35 km-re délkeletre, községközpontjától légvonalban 16, közúton 21 km-re délkeletre, a konavlei mezőtől és az Adria-parti főúttól délre, Radovčići és Mikulići között fekszik.

## Története
A régészeti leletek tanúsága szerint Poljice területe már ősidők óta lakott. Első ismert lakói az illírek voltak, akik magaslatokon épített erődített településeken éltek és kőből rakott halomsírokba temetkeztek. Erődített településük maradványai megtalálható Poljice határában is a Gradina nevű magaslaton. Egy halomsír maradványai is megtalálhatók a település területén. A rómaiak az i. e. 2. században győzték le az illíreket és Epidaurum központtal e területet is a birodalomhoz csatolták. A római hatalmat a népvándorlás vihara rengette meg. A Nyugatrómai Birodalom bukása után a keleti gótok özönlötték el a térséget, őket 537-től 1205-ig kisebb megszakításokkal a bizánciak követték. A 7. században avarok és a kíséretükben érkezett szlávok, a mai horvátok ősei árasztották el a területet. A várakat lerombolták és az ellenálló lakosságot leöldösték. Így semmisült meg a mindaddig fennálló Epidaurum. A túlélő lakosság előbb az északnyugatra fekvő Župára, majd Raguzába menekült. 
A település a középkorban is lakott volt. Területe a 9. és 11. század között Travunja része volt, mely Dél-Dalmácián kívül magában foglalta a mai Hercegovina keleti részét és Montenegró kis részét is. Travunja sokáig a szerb, a zétai és bosnyák uralkodók függőségébe tartozó terület volt. A Raguzai Köztársaság Konavle keleti részével együtt 1419-ben vásárolta meg bosnyák urától a Hranić családtól. Mindkét temploma középkori eredetű és a 15. században már állt. 
Az 1806-ban a Konavléra rátörő orosz és montenegrói sereg a település házait is kifosztotta, közülük sokat fel is gyújtottak. A köztársaság bukása után 1808-ban Dalmáciával együtt ez a térség is a köztársaságot legyőző franciák uralma alá került, de Napóleon bukása után 1815-ben a berlini kongresszus Dalmáciával együtt a Habsburgoknak ítélte. 1857-ben 168, 1910-ben 205 lakosa volt. 1918-ban az új szerb-horvát-szlovén állam, majd később Jugoszlávia része lett. A délszláv háború idején 1991 októberében a jugoszláv hadsereg, valamint szerb és montenegrói szabadcsapatok foglalták el a települést, melyet kifosztottak és felégettek. A lakosság nagy része a jól védhető Dubrovnikba menekült és csak 1992 októberének végén térhetett vissza. A háború után rögtön megindult az újjáépítés. A településnek 2011-ben 70 lakosa volt. Lakói főként mezőgazdasággal foglalkoztak.

## Népesség
| Lakosság változása | Lakosság változása | Lakosság változása | Lakosság változása | Lakosság változása | Lakosság változása | Lakosság változása | Lakosság változása | Lakosság változása | Lakosság változása | Lakosság változása | Lakosság változása | Lakosság változása | Lakosság változása | Lakosság változása | Lakosság változása |
| ------------------ | ------------------ | ------------------ | ------------------ | ------------------ | ------------------ | ------------------ | ------------------ | ------------------ | ------------------ | ------------------ | ------------------ | ------------------ | ------------------ | ------------------ | ------------------ |
| 1857               | 1869               | 1880               | 1890               | 1900               | 1910               | 1921               | 1931               | 1948               | 1953               | 1961               | 1971               | 1981               | 1991               | 2001               | 2011               |
| 168                | 189                | 194                | 204                | 205                | 205                | 197                | 212                | 190                | 166                | 133                | 110                | 119                | 90                 | 81                 | 70                 |

## Nevezetességei
- A Szent Anna templom középkori eredetű, 1890-ben és 1946-ban átépítették. 2001-ben felújították ekkor vezették be az elektromos áramot is. Körülötte középkori temető található.

- A település feletti Čista Gora nevű hegyen álló Szent Illés templom a 15. században épült. 1994-ben felújították és újraszentelték.

- A Popović irányából érkező úttól északra fekvő domb déli, napos oldalán található az egykori Glavić lakó- és gazdasági épületegyüttes.[4] A komplexum három lakóépületből áll, amelyeket udvarok, teraszok és üzlethelyiségek rendszere köt össze, és így alkotnak egy zárt egészet. Megközelítőleg trapéz alakú elrendezést alkotnak. Valamennyi épület helyi kőből épült, a 19. században.

- Gradina ókori vármaradványok

- Ókori halomsír